# 박지성공설운동장
박지성공설운동장(朴智星公設運動場, Park Ji-sung Public Stadium)은 대한민국 전라남도 고흥군에 있는 스포츠 시설이다. 천연잔디 필드와 우레탄 트랙이 갖춰진 경기장이며, 2001년 11월에 준공되었다. 2001년 11월에 '고흥공설운동장'이라는 명칭으로 개장했으며, 2011년 4월에 명칭을 '박지성공설운동장'으로 변경했다.

## 참고 문헌
- “박지성공설운동장”. 《고흥군청》. 고흥군청.
- 〈박지성공설운동장〉. 《두피디아》. 두산.
- 《2019년 전국 공공체육시설 현황 (2018년말 기준)》. 대한민국 문화체육관광부. 2020.
- 《2023 전국 공공체육시설 현황 (2022년 12월말 기준)》. 대한민국 문화체육관광부. 2024.